# Kelurahan Kalabahi Timur
Kelurahan Kalabahi Timur är en administrativ by i Indonesien.   Den ligger i provinsen Nusa Tenggara Timur, i den sydöstra delen av landet, 2 000 km öster om huvudstaden Jakarta. Kelurahan Kalabahi Timur ligger på ön Alor Island.